# کامبالنی
کامبالنی (انگلیسی: Kambalny) یک کوه آتشفشانی در شبه‌جزیره کامچاتکای کشور روسیه است.